# Jamena
Jamena es un pueblo ubicado en la municipalidad de Šid, en el distrito de Sirmia, Serbia.

## Superficie
Posee una superficie de 76,04 kilómetros cuadrados.

## Demografía
Hasta 2011 la población era de 950 habitantes, con una densidad de población de 12,49 habitantes por kilómetro cuadrado.